# Boogie Woogie (film)
Pour les articles homonymes, voir Boogie Woogie.
Pour plus de détails, voir Fiche technique et Distribution.
Boogie Woogie est un film britannique réalisé par Duncan Ward, sorti en 2009.
Le film est inspiré de la nouvelle Boogie Woogie de Danny Moynihan publiée en 2000.

## Synopsis
Le film tourne autour de la vente d'un tableau de Piet Mondrian et met en scène les mœurs, les ambitions et les relations entre artistes, marchands d'art, collectionneurs... qui évoluent dans le monde de l'art contemporain à Londres.

## Fiche technique
- Titre : Boogie Woogie
- Réalisation : Duncan Ward
- Scénario : Danny Moynihan d'après son roman
- Photographie : John Mathieson
- Musique : Janusz Podrazik
- Son : Dolby Digital
- Pays d'origine :  Royaume-Uni
- Lieux de tournage : Londres
- Format : Couleurs
- Genre : Comédie noire
- Durée : 94 minutes
- Date de sortie : 26 juin 2009  Royaume-Uni

## Distribution
- Gillian Anderson : Jean Maclestone
- Heather Graham : Beth Freemantle
- Alan Cumming : Dewey Dalamanatousis
- Danny Huston : Art Spindle
- Jack Huston : Jo Richards
- Christopher Lee : Alfred Rhinegold
- Joanna Lumley : Alfreda Rhinegold
- Simon McBurney : Robert Freign
- Charlotte Rampling : Emille
- Amanda Seyfried : Paige Oppenheimer
- Gemma Atkinson : Charlotte Bailey
- Meredith Ostrom : Joany
- Jaime Winstone : Elaine